# Solella del Serrà
La Solella del Serrà és una solana del terme municipal de Sant Quirze Safaja, a la comarca del Moianès.
És en el sector central-meridional del terme, a prop del límit amb Sant Feliu de Codines. És a l'esquerra del Tenes, just a migdia de la masia del Serrà i al nord-oest de Sant Miquel del Fai.